# Исечак (обрада аудио-ефеката)
У обради звука и системима рада са звуком, под термином исечак или инсерт (енгл. insert) подразумева се да се микрофонима, у обради аудио-сигнала, појачивачима или звучним кутијама којима се управља преко миксете потребно је да су гласнији и јаснији, било да се управља претходно снимљеном материјалу или живом извођењу када се звук преноси на даљину, у етар, или публици која догађају присуствује. Исечци су тачке уграђене у миксету које омогућавају тон-мајстору да уведе спољне уређаје за обраду звука линијског нивоа између звучног сигнала који долази са микрофонског предпојачавача (енгл. microphone preamplifier) — може бити електронско коло уграђено у микрофон или као посебан електронски уређај на који је микрофон прикључен; служи да микрофонски сигнал припреми за обраду у специјализованим електронским уређајима и миксетиног модула (реглера).